# Henry Larsson (1924–2015)
Gustaf Henry Larsson, född 28 augusti 1924 i Göteborg, död 30 oktober 2015, var en svensk fotbollsspelare (högerback).
Larsson representerade IFK Göteborg mellan 1944 och 1954, och gjorde sammanlagt 176 seriematcher (6 mål) för klubben, 158 (5) av dessa i Allsvenskan.